# Sveta Notburga
Sveta Notburga (oko 1265. – 13. rujna 1313.), također poznata kao Notburga od Rattenberga ili Notburga iz Ebena - austrijska svetica, zaštitnica slugu i seljaka.
Notburga je bila kuharica u kućanstvu grofa Henryija od Rattenberga u Tirolu i rado je dijelila hranu siromašnima. No, Ottilia, njezina gospodarica, naredila joj je da svu preostalu hranu baca svinjama. Kako bi nastavila pomagati siromašnima, Notburga je počela čuvati hranu namijenjenu njoj, osobito petkom i nosila je siromašnima.
Prema legendi, jednog ju je dana susreo njezin gospodar i naredio joj da mu pokaže što nosi. Poslušala je, ali umjesto hrane vidio je samo strugotine, a umjesto vina, ocat. Zbog Notburginom pomaganja siromasima, Ottilia ju je otpustila, ali se uskoro jako razboljela. Notburga ju je njegovala do smrti.
Zatim je Notburga radila za seljaka u Ebenu am Achensee, pod uvjetom da joj je dopušteno ići u crkvu večer prije nedjelje i blagdana. Prema legendi, jedne večeri njezin gospodar zapovijedio joj je da nastavi raditi u polju i ne ode u crkvu. Bacila je srp u zrak kazujući: "Neka moj srp sudi između mene i tebe" i srp je ostao stajati u zraku.
U međuvremenu, grof Henry pretrpio je poteškoće, koje je pripisao otkazu Notburgi, pa ju je ponovno zaposlio. Nedugo prije svoje smrti rekla je gospodaru, da kada premine, stavi njeno tijelo na kola koja će vući dva vola i neka je pokopa gdje volovi stanu. Stali su pred kapelu sv. Ruperta kod Ebena am Achensee, gdje je bila pokopana.
Papa Pio IX. proglasio ju je svetom 27. ožujka 1862., a spomendan joj je 13. rujna. Obično se na svetim slikama, prikazuje sa srpom, cvijećem ili snopom žita.